# Estación de Malgrat de Mar
Malgrat de Mar es una estación de la línea R1 de Barcelona y Línea RG1 de Gerona de Rodalies Renfe ubicada en el municipio homónimo. La estación está situada junto a la playa, ya que la línea en este tramo va junto a la orilla del mar, pero una vez se dirige al norte cruzando el río Tordera se aleja progresivamente de la línea de costa.
| << cabecera                    | < estación   | línea             | estación > | cabecera >>              |
| ------------------------------ | ------------ | ----------------- | ---------- | ------------------------ |
| Rodalies de Catalunya de Renfe |              |                   |            |                          |
| Hospitalet                     | Santa Susana |                   | Blanes     | Blanes Massanet-Massanas |
| Hospitalet                     | Santa Susana | Figueras Port-Bou | Blanes     |                          |

- Datos: Q2189776
- Multimedia: Malgrat de Mar train station / Q2189776